# Hans-Werner Techen
Hans-Werner Techen (* 24. November 1902 in Dahmen; † 1. November 1953 in Schwerin) war ein deutscher lutherischer Pastor und Nationalsozialist.
Teschen studierte ab 1922 an der Universität Rostock evangelische Theologie. 1929–1933 arbeitete er als Privatlehrer in Dahmen, wo er am  1. März 1931 in die NSDAP eintrat und die Ortsgruppe Dahmen begründete. Auch war er SA-Führer, NSDAP-Gauredner und bis 1933 Kreispropagandaleiter im Kreis Waren der NSDAP. Vom April 1933 bis April 1934 leitete er das Gauschulungsamt im Gau Pommern der NSDAP in Stettin; dann wurde er Lehrer für Weltanschauung an der Landesführerschule II der NSDAP in Lobeda, im September 1934 hauptamtlicher Lehrer für Weltanschauung an der Reichsführerschule in Bernau bei Berlin; ab 1935 Gauschulungsleiter im Gau Rheinpfalz der NSDAP. Ab Juni 1935 wurde er in Schwerin Vikar beim Landespastor für kirchlichen Öffentlichkeitsdienst (seit 1934 Fritz Sager P. in Klinken) ; ab Oktober 1935 Pfarrverwalter, ab April 1939 Pastor in Alt-Meteln. 
Im September 1939 wurde er zum Kriegseinsatz einberufen. Im August 1946 wurde er aus sowjetischer Kriegsgefangenschaft entlassen. Die Kirche entfernte ihn 1948 aus dem Kirchendienst, doch wurde er 1950 nach Fürsprache durch die Kirchengemeinde und den Antifa-Block wieder eingestellt. 1951 wurde er emeritiert.

## Einzelbelege
1. ↑  Grete Grewolls: Wer war wer in Mecklenburg und Vorpommern: Das Personenlexikon. Hinstorff Verlag, 2011, ISBN 978-3-356-01301-6 (google.de [abgerufen am 26. Oktober 2020]).
2. ↑  Kirchliches Amtsblatt Mecklenburg für Mecklenburg. (PDF) 1950, abgerufen am 25. Oktober 2020.

| Personendaten    | Personendaten                                       |
| ---------------- | --------------------------------------------------- |
| NAME             | Techen, Hans-Werner                                 |
| KURZBESCHREIBUNG | deutscher lutherischer Pastor und Nationalsozialist |
| GEBURTSDATUM     | 24. November 1902                                   |
| GEBURTSORT       | Dahmen                                              |
| STERBEDATUM      | 1. November 1953                                    |
| STERBEORT        | Schwerin                                            |